# 디아나 스타르코바
디아나 스타르코바(프랑스어: Diana Starkova, 1994년 12월 29일 ~ )는 프랑스의 모델, 배우이다. 세계 50개국을 대표하는 미녀들이 참가한 2011년 슈퍼탤런트 오브 더 월드에서 1위를 차지했다.

## 모델 데뷔
17세에 엘리트 모델 대회로 모델활동을 시작하였고 20세에 미스 우크라이나 대회에서 스티븐 시걸이 왕관을 씌워주어 유명해졌다.

## 패션 모델•패션 잡지
- 돌체도나, 슈바르츠코프, 쇼파드, 겔랑, 미키모토, 빠이요, 뷰티 팔레스 인스티투트 등.[3][4][5][6][7][8][9]
- 로레알, 코스모폴리판, 보뜨르보떼, 쉐입, 엘르 등

## 수상 경력
- 2011년 슈퍼탤런트 오브 더 월드
- 2011년 프레쉬 피멜 페이스 오브 더 이어[10]

### 슈퍼텔런트 인데이버
스타르코바는 2011년 슈퍼탤런트 오브 더 월드에서 우승한 후, 2012년 5월 프랑스 칸 영화제에 초대되었으며, 이슬람 최초의 여성지도자 베나지르 부토의 일대기를 그린 영화에 출연하여 파키스탄, 영국, 미국 등지에서 촬영중에 있으며, 이 영화는 2014년 오스카 및 에미상에 출품하게 된다.

## 같이 보기
- 히만기니 싱 야두
- 안나 룬드
- 슈퍼탤런트 오브 더 월드
- 브리튼스 갓 탤런트
- 아메리칸 아이돌
- 더 엑스 팩터
- 엘리트 모델 매니지먼트